# ریچ لسر
ریچ لسر، (به انگلیسی: Rich Lesser) (زاده ۱۹۶۳) کارآفرین، بازرگان و مدیر ارشد اجرایی آمریکایی است، که در حال حاضر به‌عنوان مدیر عامل اجرایی و رئیس هیئت مدیره گروه مشاوره بوستون فعالیت می‌کند.